# تاريخ الطب النفسي (مجلة)
مجلة تاريخ الطب النفسي (بالإنجليزية: History of Psychiatry) هي مجلة أكاديمية مُحكمة تغطي مجالات الطب النفسي، وتنشر كل ثلاثة أشهر بواسطة سيج للنشر. رئيس تحريرها هو البروفيسور جيرمان بيريوس ( جامعة كامبريدج).

## نطاق المجلة
تهدف مجلة تاريخ الطب النفسي إلى نشر مقالات وتحليلات عن تاريخ مجال الأمراض العقلية والأشكال المختلفة للطب والطب النفسي، وكذلك جوانب الاستجابة الثقافية والسياسة الاجتماعية التي تطورت لفهمها وعلاجها.

## الاستخلاص والفهرسة
تم تلخيص المجلة وفهرستها في كل من سكوبس ومؤشر الاقتباسات في العلوم الاجتماعية [الإنجليزية]. وفقًا لتقارير الاستشهاد بالمجلات الأكاديمية، فإن عامل التأثير لعام 2010 هو 0.205، مما يجعلها في المرتبة 23 من أصل 26 مجلة في فئة "تاريخ العلوم الاجتماعية"  و102 من أصل 107 مجلة في فئة "الطب النفسي".

## راوبط خارجية
- الموقع الرسمي